# عملة بنطية

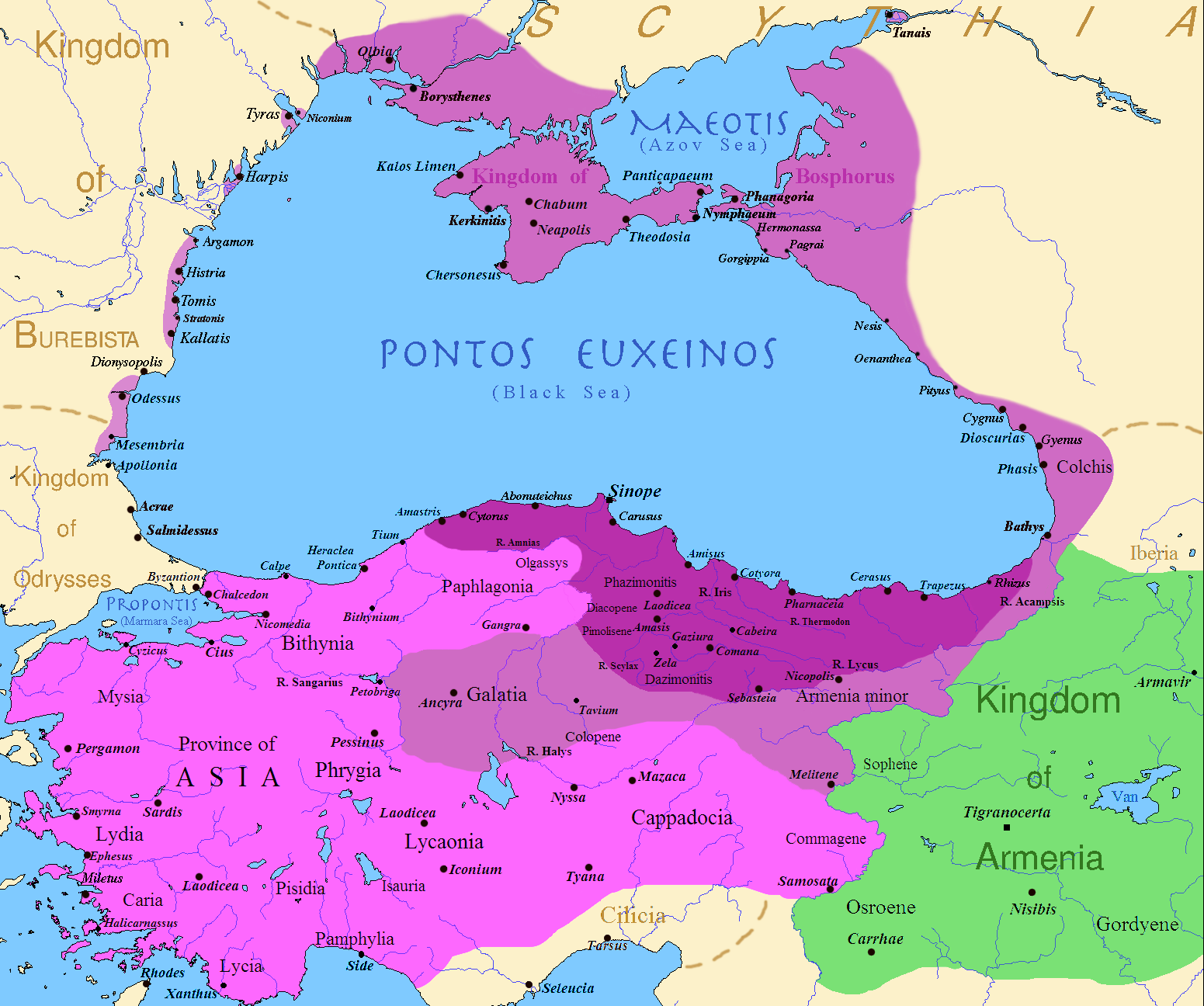
الأراضي البنطية قبل عهد ميثريداتس السادس (بنفسجي داكن)، وبعد فتوحاته المبكرة (بنفسجي) وفتوحاته في الحروب الميثريداتية الأولى (وردي). كانت مملكة أرمينيا (أخضر) حليفةً للبنطية.

يُرجح أن سَك العملات البنطية بدأ في عهد ميثريداتس الثاني ملك البنطس. قُلدت العملات البنطية المبكرة العملاتَ التي تحاكي صور الإسكندر الأكبر. اشتهرت العملات اللاحقة بواقعيتها العالية في صور ملوك البنطس الذين يفتخرون بأصولهم الإيرانية. تطور فن تصوير العملات البنطية بمعزل عن التقاليد الهلنستية الأوسع. إلا أن ميثريداتس الخامس وابنه ميثريداتس السادس تخليا جزئيًا عن التأثيرات الشرقية في فنِ تصوير العملات.
جربت دور سَك العملات البنطية مواد جديدة لسك العملات. استُخدم النحاس النقي والبرونز في سك العملات خلال عهد ميثريداتس السادس. تَعد عملاته النحاسية أقدم العملات المعروفة المصنوعة من النحاس الأصفر. أدى حكمه وحروبه إلى توسع كبير في عدد دور سك العملات والعملات المسكوكة. العملات البنطية القديمة المنسوبة إلى حكام سابقين نادرة جدًا.
تمكنت العملة البنطية من اكتساب قبول واسع النطاق في منطقة شرق البحر الأبيض المتوسط.

## تطور العملات البنطية

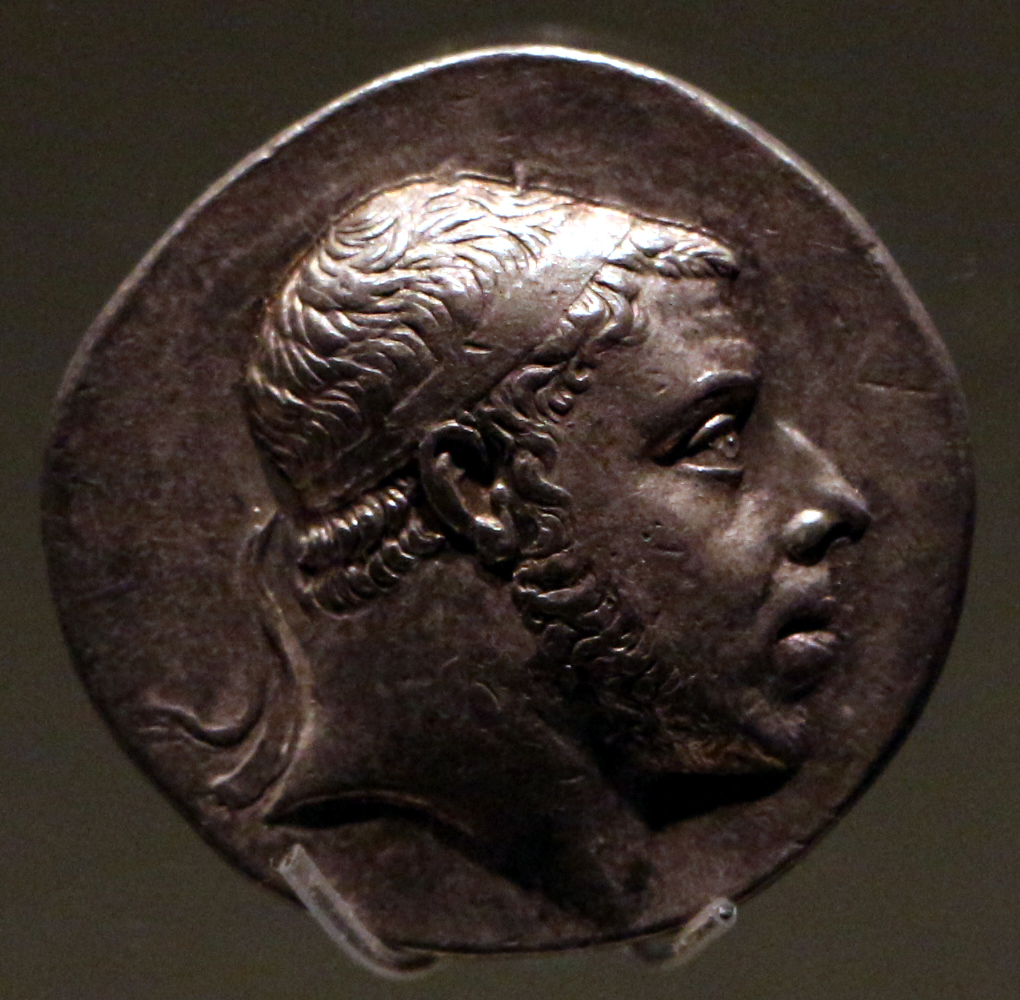
عملة فارناسيس الأول

قبل مملكة البنطس، تضم المنطقة البنطية مدنًا مستقلة، ساحلية في الغالب، ذات أصول يونانية. أما المدن التي بها دار سك النقود، فكانت مستعمرات يونانية حصرية تقريبًا.
من المرجح أن أول عملة سُكت في عهد ميثريداتس الثاني. يفترض أن حكمه استمر من عام 255 قبل الميلاد إلى عام 220 قبل الميلاد. قلدت أول عملة بونتية عملات أخرى تحمل صورة الإسكندر الأكبر. أصدر ميثريداتس الثالث كميات كبيرة من العملات الفضية بنهاية عهده. وكان أيضًا أول حاكم بنطي يمتلك عملة تحمل صورته.
قَبل ميثريداتس السادس، كانت العملات البنطية نادرة جدًا. أدى ذلك إلى تعقيد دراسات العملات البنطية الملكية. ومع ذلك، فإن التسلسل الزمني للعملات البنطية معروف جيدًا من خلال الأبحاث. على سبيل المثال، حدد ميثريداتس السادس تاريخ معظم عملاته بالسنة والشهر البيثينيين.
هناك تمييز بين العملات الملكية وعملات المدن. تُسك العملات الملكية على الذهب والفضة، تحمل صورة الملك واسمه. أما العملات التي تنتجها المدن تُصنع من البرونز، يُكتب اسم المدينة على ظهرها. توقف سك العملات التي تَسكها المدن بشكل مستقل لفترة من الوقت، حيث فقدت المدن استقلاليتها في عهد فارناكيس الأول. أعاد ميثريداتس السادس للمدن امتياز سك عملاتها الخاصة، لكنه احتفظ ببعض السيطرة، وهو ما يمكن استنتاجه من توحيد العملات المحلية.
تحتوي العملات المعدنية البنطية على صور دقيقة للغاية لملوكها. فقط العملات اليونانية البخترية هي التي تُسك بمثل هذه التفاصيل الواقعية. عُين النقاشين اليونانيين لنحت قوالب العملات المستخدمة في عملية السك. تفخر سلالة البنط الحاكمة جدًا بأصولها الإيرانية، تظهر الصور بوضوح ملامحها الشرقية. ضرب ميثريداتس الثالث عملة معدنية على أحد وجهيها زيوس يحمل نسرًا، والوجه الآخر يصور نفسه كرجل عجوز ملتحي غير مثالي وشعر قصير. كان من المعتاد أن يكون هناك صور عملات أكثر واقعية في الشرق. ومع ذلك، تزوجت سلالة البنط في وقت مبكر من الخط الملكي السلوقي. ظلت مملكة البنطية مقاومة بشدة للنفوذ الأجنبي. وعلى الرغم من الأصول الإيرانية للسلالة الحاكمة، إلا أن دولة البنط تعتبر دولة هيلينستية. كان معظم السكان من أصل إيراني أيضًا.
تطور فن تصوير البورتريه البنطي خارج إطار الفن الهلنستي التقليدي. ميثريداتس الخامس أول ملك رسم لنفسه بورتريهًا مثاليًا نسبيًا على العملات. وتطور هذا الاتجاه على يد ابنه ميثريداتس السادس. ولعل هذا الاتجاه قد بدأ برغبة ميثريداتس الخامس في إظهار جانبه اليوناني أكثر من خلفيته الشرقية.
عُثر على عملات بنطية من أواخر العصر الهلنستي في جميع أنحاء البحر الأبيض المتوسط. يُشير هذا إلى تنقل الأشخاص والبضائع من الفترة المعاصرة لمملكة البنط. عُثر على عملات بنطية من نفس كنوز العملات مع عملات هلنستية أخرى. وعُثر على مثل هذه الكنوز في الشرق الأدنى وجنوب شرق الأناضول. من المرجح أن العملات البنطية كانت مقبولة على نطاق واسع في منطقة شرق البحر الأبيض المتوسط. حكم مملكة البوسفور بعد غزوها ابن ميثريداتس السادس. عُثر على عملات بنطية من الشواطئ الشمالية للبحر الأسود .

## سك العملات في عهد ميثريداتس السادس

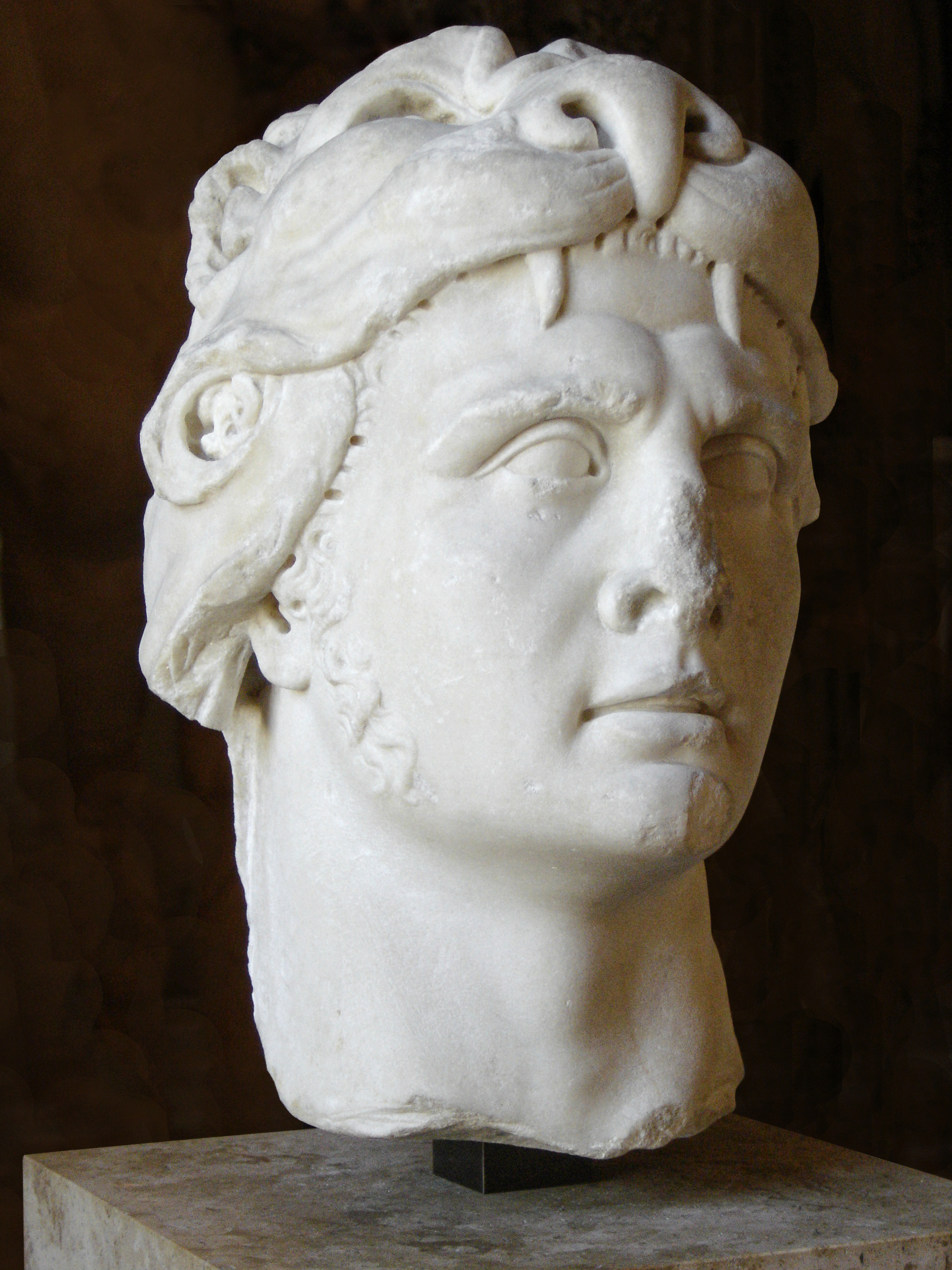
ميثريداتس السادس

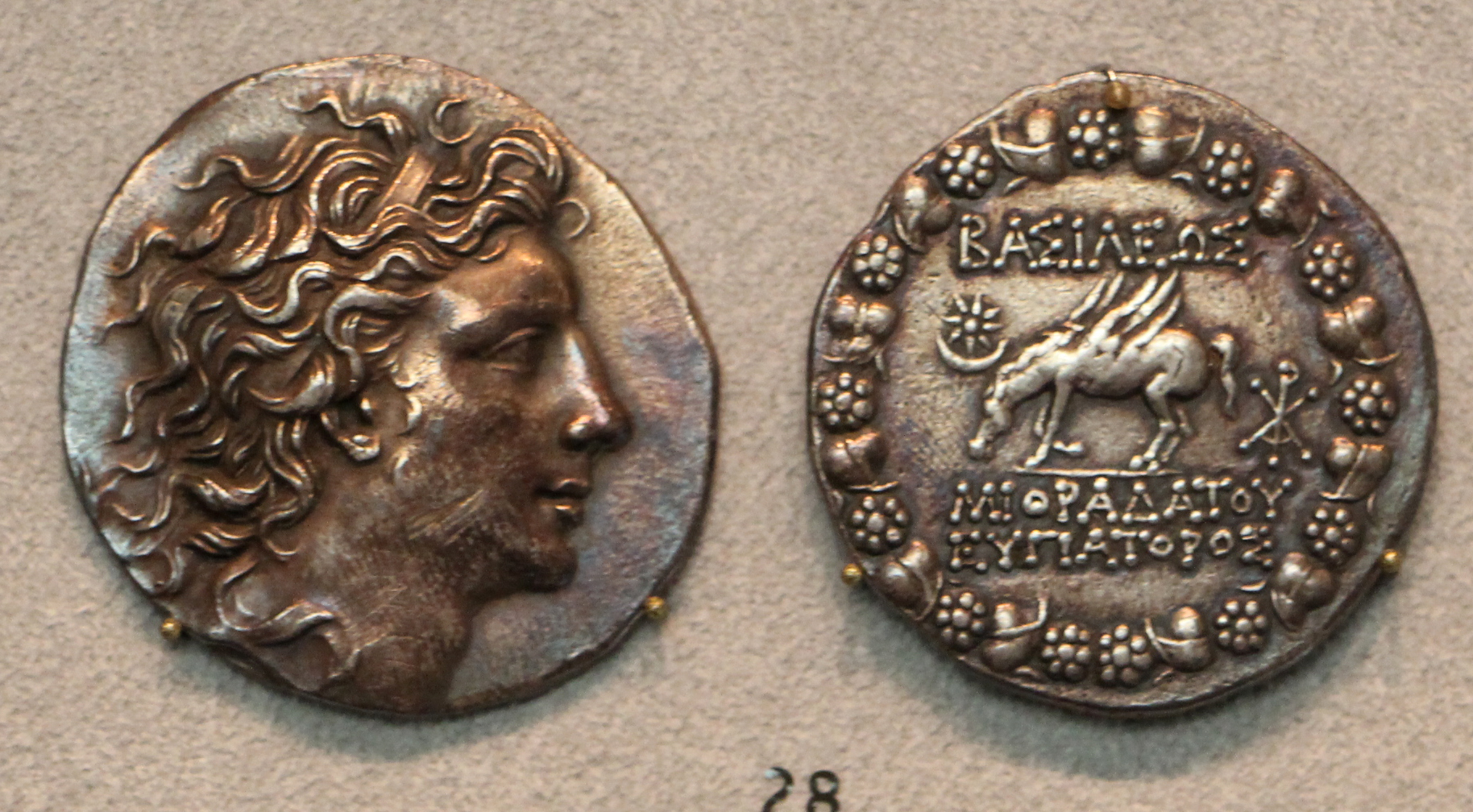
رباعية دراخما ميثريداتس السادس

قيل إن سياسة ميثريداتس السادس سمحت للمدن الأكثر عزلة في المملكة من منطقة البحر الأسود الوسطى بالاستفادة. ربما كان هدفه هو إضفاء شعور بالوحدة على هذه المدن. سمح لأهم المدن بامتلاك عملاتها النحاسية الخاصة. أصبحت أماسيا، على نحو استثنائي، ولفترة وجيزة، المدينة البنطية الوحيدة المسموح لها بسَك عملاتها الفضية والذهبية الخاصة. سمح ميثريداتس السادس بذلك مكافأةً للمدينة على خدمتها له. كما شجع على إنشاء دور سك العملة التي تديرها المعابد.
قلد ميثريداتس السادس الإسكندر الأكبر في صور العملات. تُصوره صوره على العملات شابًا بشعر منسدل، لحية جانبية طويلة، أنف بارز، جبهة ضيقة. شعره وعيناه بأسلوب مشابه لتصوير الإسكندر. تُظهر عملاته أسلوب البنط المتأخر الذي تخلى عن التقليد الشرقي المتمثل في تصوير الملوك بطريقة غير مثالية. الأسلوب الجديد أقرب إلى العملات الهلنستية الشائعة.
الصورة الأكثر شيوعًا في عملاته المعدنية، في مختلف الفئات، حيوانًا يرعى مع نجمة وهلال. كما تضمنت أوراق اللبلاب والعنب في المشهد. البيجاسي والأيل هما حيوانان يظهران في عملاته المعدنية. قيل إنه بعد توسع مملكة البنطس غربًا في عهده، تخلي عن البيجاسوس وبدأت العملات المعدنية التي تحمل صورة أيل في الظهور. لا بد أن هذا التغيير كان بدوافع سياسية حيث كان البيجاسوس مرتبطًا ارتباطًا وثيقًا ببلاد فارس. أدرج ميثريداتس السادس في بعض العملات المعدنية مشاهد حول أسطورة برسيوس للتأكيد على أصله المزدوج بين اليونان وبلاد فارس. ادعى أبيان أن برسيوس كان سلفًا للإسكندر الأكبر، بينما اعتقد هيرودوت أن برسيوس فارسي.
سبقت الحربين الميثريداتيتين الأولى والثانية سك عملات كثيفة. ومع ذلك، توقف سك العملات بعد الحرب الثانية. خلال الحروب بين روما والبنط، موّل ميثريداتس السادس حملاته العسكرية بإدخال مواد جديدة للعملات. ظهرت العملات النحاسية والبرونزية كمصدرين ماليين جديدين للدولة البنطية. استغل الرومان لاحقًا، خلال الإصلاحات النقدية لأغسطس في عام 23 قبل الميلاد، التداول الواسع لهذه الأشكال الجديدة من العملات. كلتا المادتين مفيدتان للعملات المبالغ في قيمتها. ربما كان المقصود من العملات النحاسية الخالصة أن تحل جزئيًا محل العملات الفضية. ومن المحتمل أيضًا أن العملات النحاسية كانت مخصصة للاستخدام في منطقة البوسفور الكيميري.

## العملات النحاسية
النحاس الأصفر هو سبيكة كانت تُستخدم نادرًا نسبيًا في العصور القديمة. فريجيا هي المنطقة الوحيدة التي سُجِل فيها استخدام منتظم للنحاس الأصفر من العصور القديمة. يُعتقد سابقًا أن الرومان أول من صنعوا عملات نحاسية. تُعرف عينات معاصرة ليوليوس قيصر وأغسطس. كشفت الأبحاث التي أُجريت في سبعينيات القرن العشرين أن النحاس الأصفر كان يُستخدم قبل نصف قرن مما كان يُعتقد سابقًا. فريجيا وبيثينيا هما مصدران معروفان لعملات النحاس البنطية. سُكت عملات النحاس البنطية في عهد ميثريداتس السادس، يمكن اعتباره أول حاكم استخدم النحاس. كشفت التحليلات الحديثة أن بعض عملاته البرونزية مصنوعة في الواقع من النحاس الأصفر.
أظهرت إحدى الدراسات التي حللت عملات النحاس البنطية والسلتية أن السيلينيوم يعد شائبة مهمة، إذ يُمكن استخدامه لتتبع مصادر الخام في الأجزاء الشرقية من العالم الكلاسيكي. انتشر استخدام النحاس تدريجيًا نحو الغرب.

## دار سك العملة
كانت هناك دور سك عملات في مدن أميسوس، فارناسيا، ترابيزوس، وسينوب. ازداد في عهد ميثريداتس السادس، عدد المدن التي تسك العملات بشكل كبير. مدن مثل أماسيا، أبونوثيكوس، كابير، شاباكتا، كومانا، غازيورا، لاوديكيا، وتولارا. غازيورا، من بين هذه المدن، هي الوحيدة التي سكت عملات في الماضي.

## روابط خارجية
- وسائط متعلقة بـ Coins of Pontus في كومنز.